# I-Fly
I-Fly é uma companhia aérea charter russa com sede em Moscou, operando principalmente no Aeroporto Internacional Vnukovo. I-Fly voa todos os serviços em nome do operador turístico russo TEZ Tour.

## Frota

### Frota atual

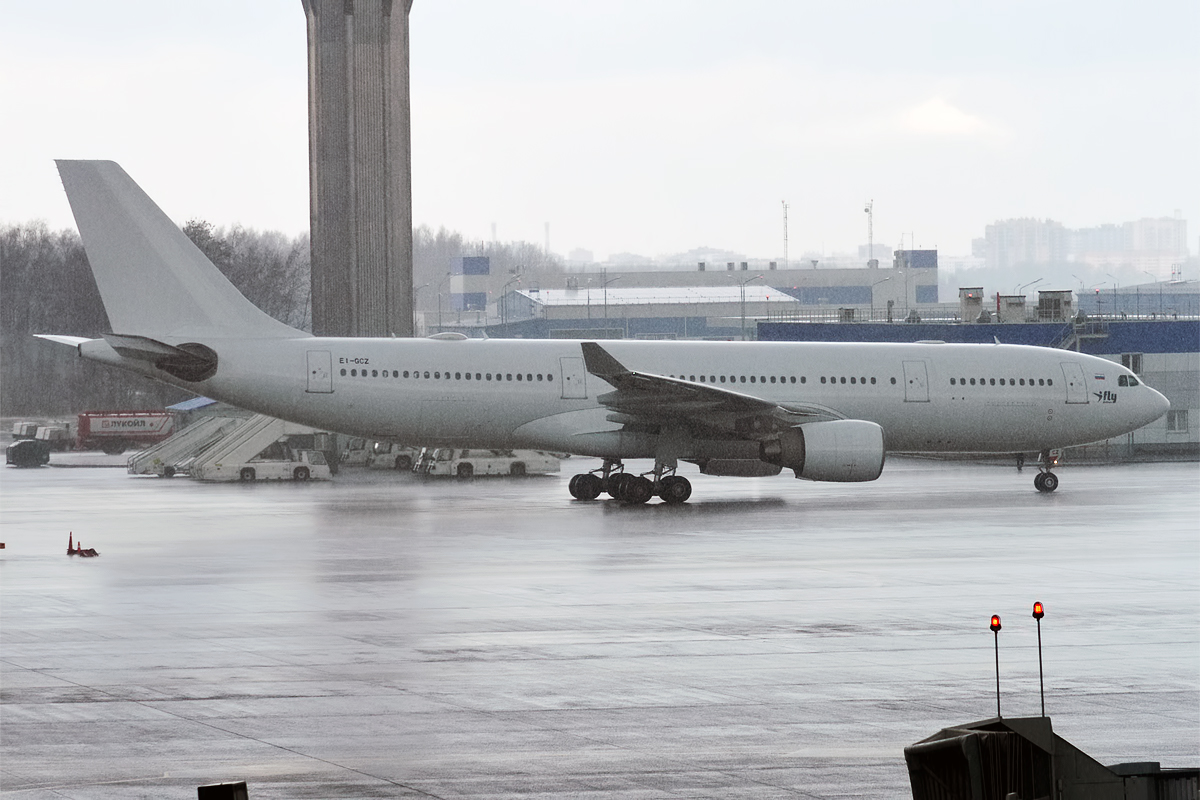
Um Airbus A330-200 da I-Fly, em maio de 2018.

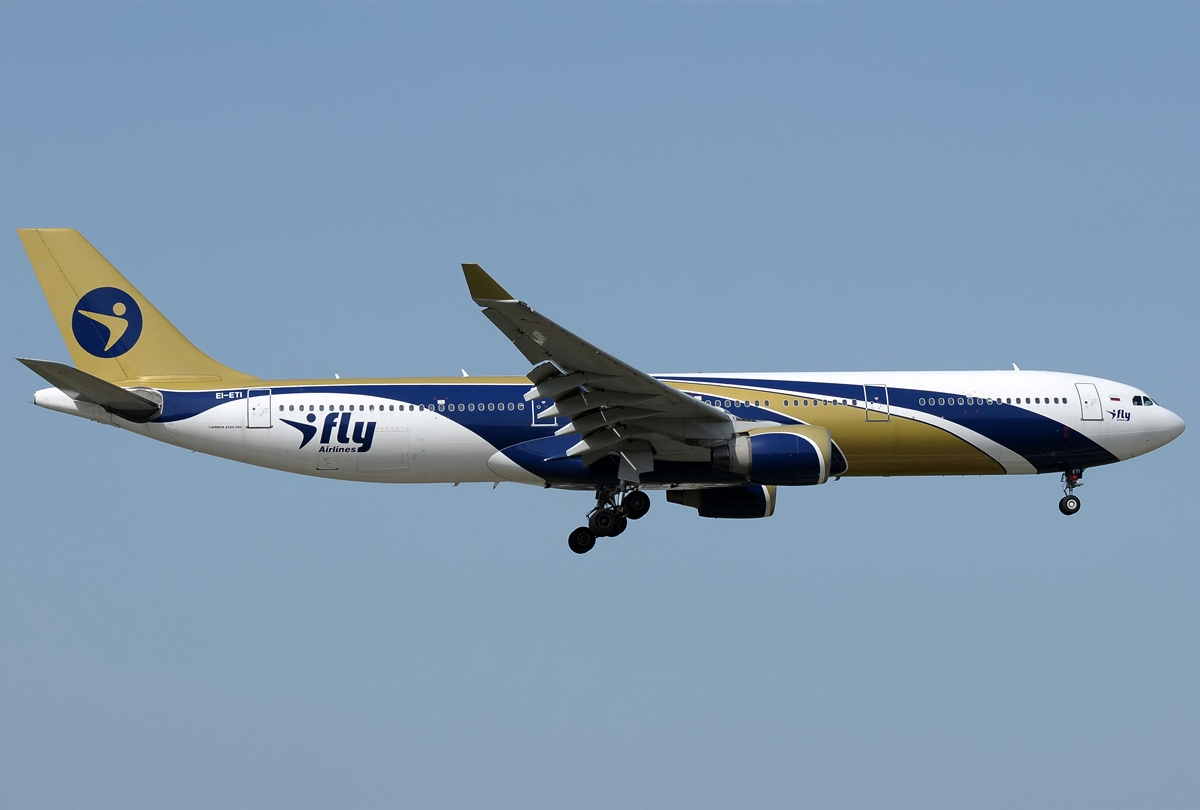
Um Airbus A330-300 da I-Fly, no Aeroporto Internacional Federico Fellini, em 2012.

A frota da I-Fly consiste nas seguintes aeronaves (Abril de 2022):
| Aeronaves       | Em Serviço | Ordens | Passageiros | Notas |
| --------------- | ---------- | ------ | ----------- | ----- |
| Airbus A330-200 | 4          | –      | 311-370     |       |
| Airbus A330-300 | 3          | –      | 378         |       |
| Total           | 7          | 0      |             |       |

### Frota histórica

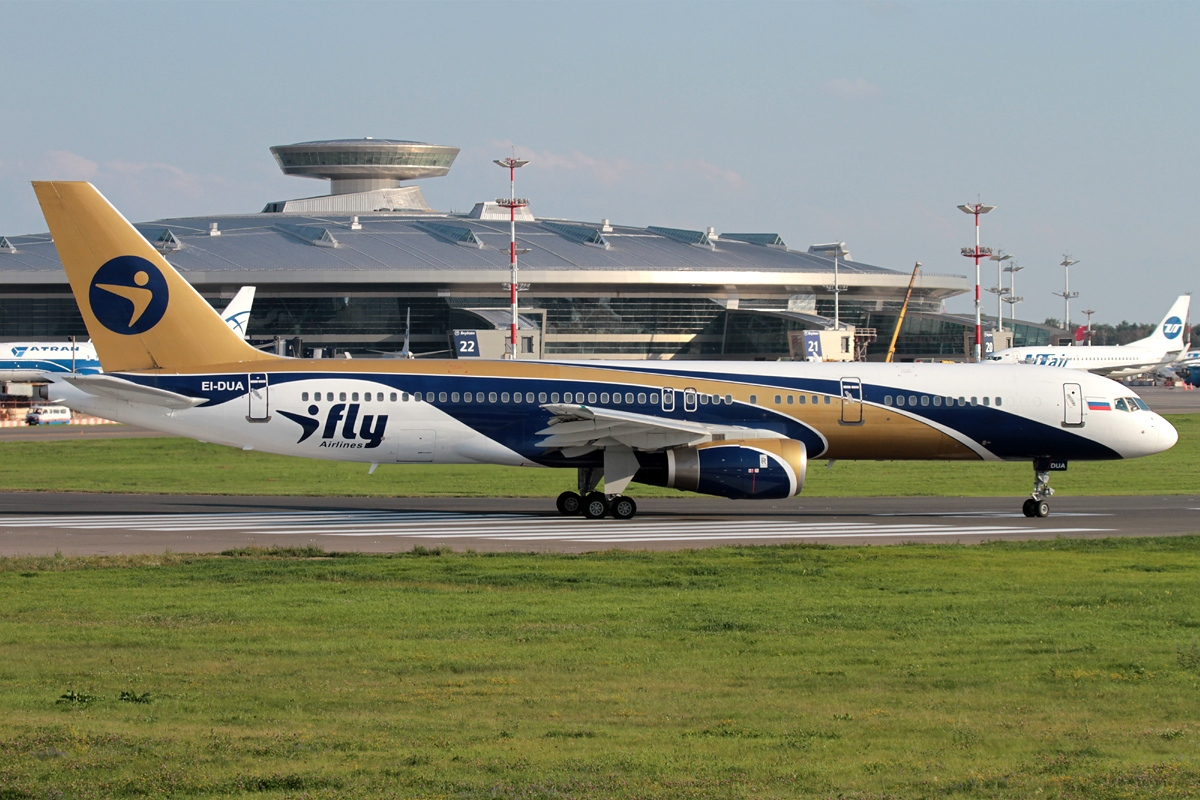
Um Boeing 757-200 da I-Fly, no Aeroporto Internacional Vnukovo, em agosto de 2013.

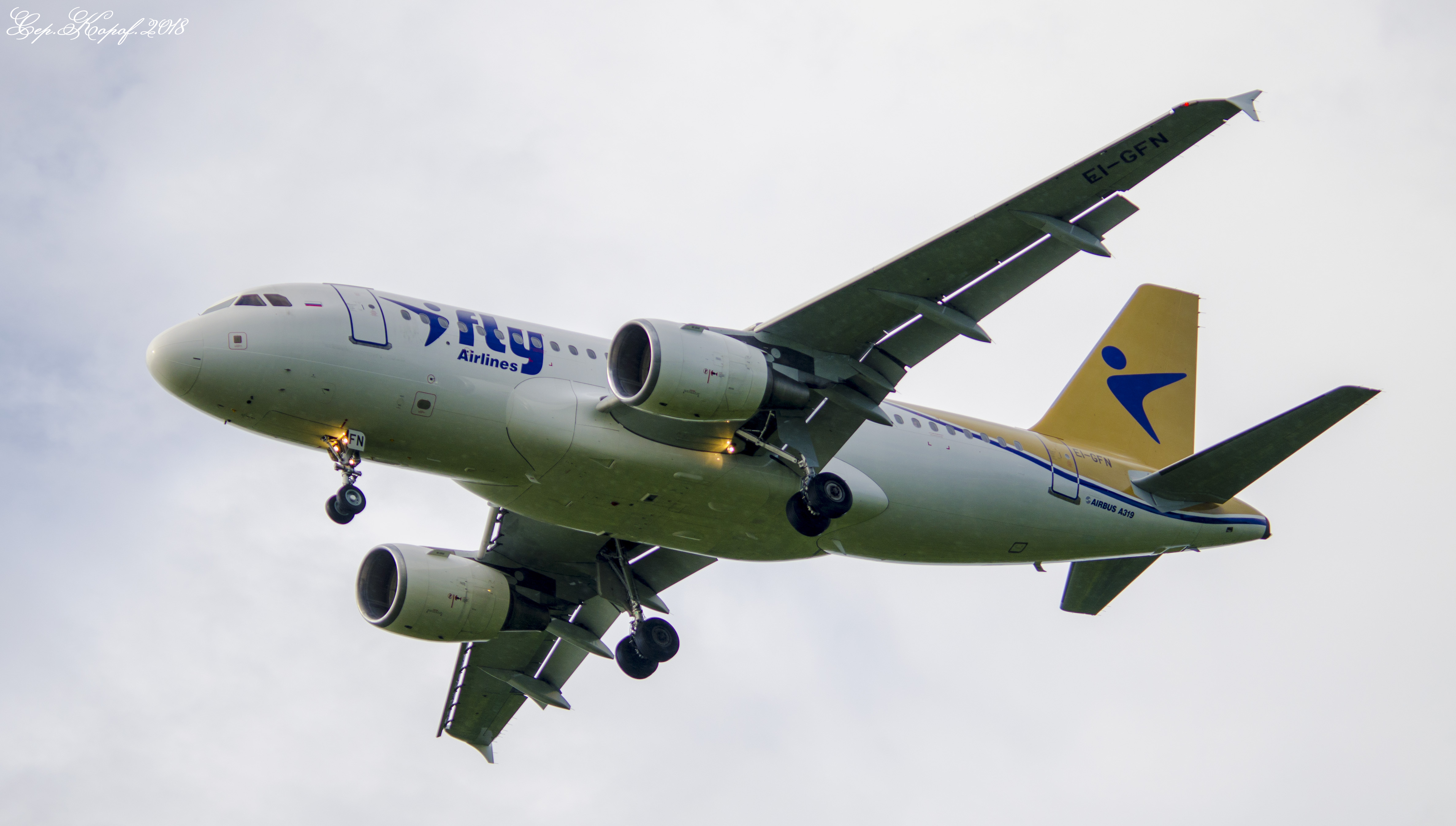
Um Airbus A319-100 da I-Fly, em julho de 2018.

A frota da I-Fly também consistiu nas seguintes aeronaves:
| Aeronaves       | Total | Passageiros | Notas |
| --------------- | ----- | ----------- | ----- |
| Boeing 757-200  | 6     | 221         |       |
| Airbus A319-100 | 2     | 156         |       |
| Airbus A330-200 | 3     | 311-341     |       |
| Airbus A330-300 | 3     | 387         |       |
| Total           | 14    |             |       |